# Grand Prix Formule 1 van Zuid-Afrika 1975
De Grand Prix Formule 1 van Zuid-Afrika 1975 werd gehouden op 1 maart 1975 in Kyalami.

## Uitslag
| Positie | Nr | Rijder                | Team            | Ronden | Tijd/Opgave      | Startplaats | Punten |
| ------- | -- | --------------------- | --------------- | ------ | ---------------- | ----------- | ------ |
| 1       | 3  | Jody Scheckter        | Tyrrell-Ford    | 78     | 1:43:16.90       | 3           | 9      |
| 2       | 7  | Carlos Reutemann      | Brabham-Ford    | 78     | + 3.74           | 2           | 6      |
| 3       | 4  | Patrick Depailler     | Tyrrell-Ford    | 78     | + 16.92          | 5           | 4      |
| 4       | 8  | Carlos Pace           | Brabham-Ford    | 78     | + 17.31          | 1           | 3      |
| 5       | 12 | Niki Lauda            | Ferrari         | 78     | + 28.64          | 4           | 2      |
| 6       | 2  | Jochen Mass           | McLaren-Ford    | 78     | + 1:03.64        | 16          | 1      |
| 7       | 23 | Rolf Stommelen        | Hill-Ford       | 78     | + 1:12.91        | 14          |        |
| 8       | 28 | Mark Donohue          | Penske-Ford     | 77     | + 1 Ronde        | 18          |        |
| 9       | 16 | Tom Pryce             | Shadow-Ford     | 77     | + 1 Ronde        | 19          |        |
| 10      | 5  | Ronnie Peterson       | Lotus-Ford      | 77     | + 1 Ronde        | 8           |        |
| 11      | 34 | Guy Tunmer            | Lotus-Ford      | 76     | + 2 Ronden       | 25          |        |
| 12      | 6  | Jacky Ickx            | Lotus-Ford      | 76     | + 2 Ronden       | 21          |        |
| 13      | 33 | Eddie Keizan          | Lotus-Ford      | 76     | + 2 Ronden       | 22          |        |
| 14      | 31 | Dave Charlton         | McLaren-Ford    | 76     | + 2 Ronden       | 20          |        |
| 15      | 14 | Bob Evans             | BRM             | 76     | + 2 Ronden       | 24          |        |
| 16      | 11 | Clay Regazzoni        | Ferrari         | 71     | Gaspedaal        | 9           |        |
| 17      | 27 | Mario Andretti        | Parnelli-Ford   | 70     | Transmissie      | 6           |        |
| NC      | 21 | Jacques Laffite       | Williams-Ford   | 69     | Niet geklasseerd | 23          |        |
| NC      | 1  | Emerson Fittipaldi    | McLaren-Ford    | 65     | Niet geklasseerd | 11          |        |
| NF      | 32 | Ian Scheckter         | Tyrrell-Ford    | 55     | Ongeluk          | 17          |        |
| NF      | 24 | James Hunt            | Hesketh-Ford    | 53     | Benzinesysteem   | 12          |        |
| NF      | 17 | Jean-Pierre Jarier    | Shadow-Ford     | 37     | Oververhitting   | 13          |        |
| NF      | 10 | Lella Lombardi        | March-Ford      | 23     | Benzinesysteem   | 26          |        |
| NF      | 20 | Arturo Merzario       | Williams-Ford   | 22     | Motor            | 15          |        |
| NF      | 18 | John Watson           | Surtees-Ford    | 19     | Koppeling        | 10          |        |
| NF      | 9  | Vittorio Brambilla    | March-Ford      | 16     | Radiator         | 7           |        |
| NQ      | 30 | Wilson Fittipaldi Jr. | Fittipaldi-Ford |        |                  |             |        |
| NQ      | 22 | Graham Hill           | Lola-Ford       |        |                  |             |        |

## Statistieken
| Pole-position | Carlos Pace | Brabham-Ford | 1:16.41 |
| Snelste ronde | Carlos Pace | Brabham-Ford | 1:17.20 |

## Noot
- Dit was het debuut van de Britse coureur Bob Evans en de Zuid-Afrikaanse coureur Guy Tunmer.
- Eerste pole position en vijfde snelste ronde (en tiende voor een Braziliaanse coureur) voor Carlos Pace.
- Tiende podiumplaats voor een Zuid-Afrikaanse coureur.

1960 · 1960 II · 1961 · 1962 · 1963 · 1965 · 1966 · 1967 · 1968 · 1969 · 1970 · 1971 · 1972 · 1973 · 1974 · 1975 · 1976 · 1977 · 1978 · 1979 · 1980 · 1981 · 1982 · 1983 · 1984 · 1985 · 1992 · 1993